# Дело YOGTZE

Газетная вырезка. Даты событий указаны на день позже, чем в других источниках

«Дело YOGTZE» (нем. YOGTZE-Fall, также BAB-Rätsel, «загадка автобана») — расследование смерти немецкого инженера Гюнтера Штолля (Günther Stoll), наступившей в ночь с 25 на 26 октября 1984 года при необычных обстоятельствах. 12 апреля 1985 года сюжет об этом деле был показан ZDF в программе Aktenzeichen XY… ungelöst, что вызвало общественный интерес к расследованию.

## Обстоятельства дела
Гюнтер Штолль ранее работал инженером пищевой промышленности в Вильнсдорфе, ФРГ. На момент 25 октября 1984 года он был безработным и страдал легкой формой паранойи. Он неоднократно говорил своей жене о неких людях, преследующих его с целью причинить ему вред, чему она не придавала особого значения, считая это одним из симптомов болезни. Примерно в 11 часов вечера он в очередной раз упомянул «их» в разговоре с женой, затем неожиданно воскликнул «Теперь мне все ясно!» (Jetzt geht mir ein Licht auf!), написал на листке бумаги шесть букв «YOGTZE» и тут же зачеркнул их. Сразу после этого он ушел из дома и направился в свой любимый бар Papillon, где заказал кружку пива. В баре он неожиданно потерял сознание и упал, разбив лицо об пол, причем свидетели позднее заявили, что он не был пьян. После этого он уехал из Вильнсдорфа на своем белом Volkswagen Golf I.
Около часа ночи 26 октября он приехал в свой родной город Хайгер и попытался попасть в дом местной жительницы Эрны Хелльфриц (Erna Hellfritz), религиозной женщины, которую он знал с детства. Недовольная столь поздним визитом, она посоветовала ему ехать домой. В ответ Гюнтер сказал, что «в эту ночь должно случиться нечто очень страшное» (Die Nacht passiert noch etwas. Was ganz Fürchterliches!), и ушёл. Вполне возможно, что за 2 часа, прошедшие между его отъездом из Вильнсдорфа и прибытием в Хайгер, с ним случилось ещё что-то, имеющее значение для расследования событий той ночи — но свидетелей, видевших его в тот промежуток времени, не нашлось.
Примерно в 3 часа той же ночи двое водителей грузовиков — Хольгер Мефферт (Holger Meffert) и Георг Концлер (Georg Konzler) — независимо друг от друга обратились в полицию с заявлением, что видели разбитый автомобиль Volkswagen Golf I в кювете на автомагистрали A45 в 100 километрах от Хайгера, и стоящего рядом с ним человека в светлой куртке, выглядевшего раненым. По прибытии на место происшествия полиция нашла Штолля в тяжёлом состоянии внутри машины, без какой-либо одежды на нём. Он всё ещё был в сознании и успел сказать, что его избили четверо мужчин, находившихся в машине вместе с ним. На вопрос, были ли эти мужчины его знакомыми или друзьями, он ответил отрицательно. Полицейские попытались доставить Штолля в госпиталь, но в ходе транспортировки он потерял сознание и умер.

## Расследование
Эксперты, обследовавшие тело Штолля и место происшествия, заявили, что смерть Штолля наступила не в результате побоев или падения его машины в кювет — он был сбит другой машиной в другом месте и затем помещён неустановленными лицами на пассажирское сиденье своего VW Golf, предположительно с целью инсценировать несчастный случай. Кроме того, в момент нанесения травм на Гюнтере уже не было одежды. Осталось неясным, был ли он намеренно сбит предполагаемыми преступниками, или же он сам бросился под проезжавший автомобиль вследствие помутнения сознания, после чего водитель этого автомобиля попытался скрыть следы происшествия. Также осталось неизвестным, реально ли существовали четверо мужчин, якобы находившихся в машине вместе со Штоллем, или же его рассказ тоже стал следствием его душевной болезни.
Следователи допросили водителей, видевших в ту ночь автостопщика на трассе A45 вблизи места происшествия. Он мог оказаться свидетелем происшествия, но его личность не удалось установить, как и личность человека в светлой куртке, которого видели рядом с машиной Штолля. По делу «YOGTZE» было проверено около 1200 возможных подозреваемых, но оно так и не было раскрыто. Сам погибший был охарактеризован как неприметный и законопослушный человек, не причастный к каким-либо криминальным схемам. У следствия первоначально возникли подозрения, касавшиеся его поездок в Нидерланды по праздникам. Предполагалось, что Гюнтер мог встречаться там с наркоторговцами, но в конечном итоге никаких доказательств этому найдено не было.
Смысл буквосочетания «YOGTZE» остался невыясненным. Если предположить, что оно не является результатом психического расстройства Штолля, а имеет какое-то отношение к причинам его гибели, то сколько-нибудь правдоподобные варианты его расшифровки все равно отсутствуют, хотя было замечено, что оно является анаграммой к слову Zygote. Возможно, Штолль хотел написать не «YOGTZE», а «YO6TZE», что выглядит как радиолюбительский позывной, выданный в Румынии. По другой версии Штолль имел в виду компонент йогурта с условным обозначением «TZE» — это могло быть связано с его профессиональной деятельностью. Также было высказано предположение, что надпись могла состоять не из букв, а из беспорядочного набора цифр «027,906».